# Linda Martin
Linda Martin (Omagh, Irlanda do Norte, 17 de Abril de 1953) é uma cantora e apresentadora de televisão irlandesa (que tem trabalhado quase exclusivamente na República da Irlanda). Ela é conhecida na Europa como a vencedora do Festival Eurovisão da Canção 1992, onde interpretou o tema " Why me?" e na Irlanda por pertencer à banda da década de 1970/princípios da década de 1980 chamada Chips.

## Carreira musical
Martin, natural de Omagh, iniciou a sua carreira musical quando se juntou à banda Chips em Belfast, em 1969.
Linda Martin participou por quatro vezes no National Song Contest, uma espécie Festival da Canção da Irlanda, como membro da banda Chips, todavia a banda nunca venceu. Participou naquela mesma competição como solista quatro vezes e ainda uma vez como membro da banda "Linda Martin and Friends". Linda Martin participou nove vezes no National Song Contest, tendo vencido duas: em 1984 (terminou em 2ª lugar) e 1992 (venceu o Festival Eurovisão da Canção 1992

### Festival Eurovisão da Canção
- 1984 - Terminal 3 - letra e música de Johnny Logan (Seán Sherrard) - terminou em segundo
- 1992 - Why Me? - letra e música de Johnny Logan - venceu o certame.

Linda Martin tem também apresentado diversos programas da televisão irlandesa RTÉ e participou na 1º série da série ITV X Factor).

## Discografia
Singles (com Chips)
- 1974 - King Kong (como Lily & Chips on Barclay Records #62003 France)
- 1974 - Love for an Angel
- 1975 - Love Matters
- 1975 - Twice A Week
- 1977 - Goodbye Goodbye
- 1981 - New Romance (It's A Mystery)
- 1982 - David's Song
- 1982 - Hi-Lowe

Singles (solo)
- 1983 - Edge of the Universe
- 1984 - Terminal 3
- 1984 - Body Works
- 1988 - Hiding From Love
- 1989 - Impossible To Do
- 1990 - Where The Boys Are
- 1991 - Did You Ever
- 1992 - Why Me